# Liechtenstein aux Jeux olympiques d'été de 2012
Vous lisez un « bon article » labellisé en 2013.
Le Liechtenstein participe aux Jeux olympiques d'été de 2012 à Londres au Royaume-Uni du 27 juillet au 12 août 2012. Il s'agit de sa 16e participation à des Jeux d'été.
Le Liechtenstein fait partie des pays qui ne remportent pas de médaille au cours de ces Jeux olympiques. Parmi les trois sportifs engagés, aucun ne se classe dans les dix premiers de sa discipline. La nageuse Julia Hassler obtient les meilleurs rangs pour le Liechtenstein à ces Jeux. Elle se classe 27e au 400 mètres nage libre puis 17e au 800 mètres nage libre en battant deux records nationaux. La joueuse Stephanie Vogt, qui a reçu une invitation pour venir aux Jeux et qui porte le drapeau national lors de la cérémonie d'ouverture, est éliminée au premier tour du tournoi de tennis féminin. Le marathonien Marcel Tschopp, également invité, termine sa course à la 75e place.

## Préparation et arrivée au village olympique
La délégation liechtensteinoise pour ces Jeux olympiques est composée de trois athlètes accompagnés de trois entraîneurs, un docteur et quatre officiels : la princesse Nora de Liechtenstein, membre du Comité international olympique, Leo Kranz, président du Comité national olympique liechtensteinois, Alex Hermann, chef de mission et secrétaire général, et Robert Büchel-Thalmaier, directeur de la communication du comité national olympique. Deux journalistes liechtensteinois sont accrédités : Jan Stärker de la Liechtensteiner Volksblatt et Ernst Halser du Liechtensteiner Vaterland.
Les membres de la délégation arrivent à Londres entre le 22 et le 25 juillet. Ils prennent deux appartements au village olympique. Leur cérémonie de bienvenue a lieu le 26 juillet à 19 heures. L'hymne national liechtensteinois est joué en compagnie du maire du village olympique et de trois autres délégations.

## Cérémonies d'ouverture et de clôture
Le Liechtenstein est la 109e délégation, après la Libye et avant la Lituanie, à entrer dans le stade olympique de Londres au cours du défilé des nations durant la cérémonie d'ouverture. La porte-drapeau du pays est la joueuse de tennis Stephanie Vogt, qui succède dans cette fonction au coureur Marcel Tschopp.
Lors de la cérémonie de clôture, le 12 août, les athlètes défilent mélangés et sont menés par les porte-drapeaux de toutes les nations participantes. La nageuse Julia Hassler porte le drapeau liechtensteinois.

## Athlétisme

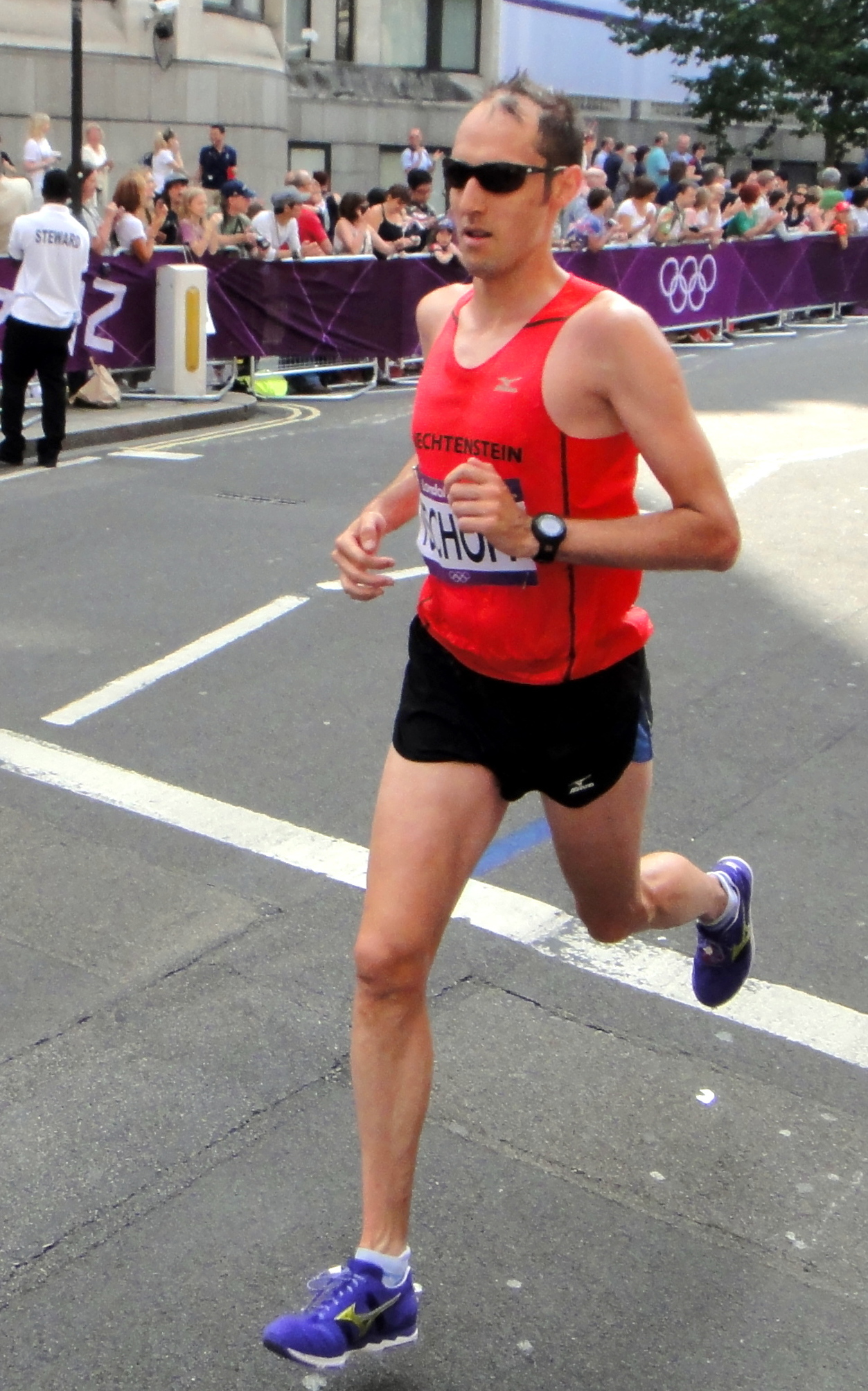
Marcel Tschopp pendant le marathon.

Le Liechtenstein n'aligne qu'un seul représentant lors des épreuves d'athlétisme à ces Jeux olympiques. Il s'agit du marathonien Marcel Tschopp, qui a reçu une invitation. Cet athlète de 38 ans participe à ses deuxièmes Jeux olympiques après une 74e place en 2008. Il a notamment terminé à la 47e place des Championnats du monde 2007 ainsi qu'à la 39e place des Championnats d'Europe 2010.

### Qualification
Marcel Tschopp n'est pas parvenu pas à satisfaire les minima de qualification A ou B, qui sont de 2 heures et 15 minutes et de 2 heures et 18 minutes. Son meilleur résultat obtenu pendant la période de qualification, entre le 1er janvier 2011 et le 8 juillet 2012, était un temps de 2 heures, 23 minutes et 55 secondes réalisé au Marathon de Chicago, aux États-Unis, le 9 octobre 2011. Le Liechtenstein a toutefois pu l'engager en raison de la règle qui autorise un comité national olympique à inscrire son meilleur athlète (masculin et féminin) sur une épreuve sauf le 10 000 mètres, le 3 000 mètres steeple et les épreuves combinées (décathlon et heptathlon). Ces invitations sont soumises à l'acceptation de l'Association internationale des fédérations d'athlétisme (IAAF).

### Résultat
Au début de la course, Marcel Tschopp fait partie des derniers coureurs. Il est 102e après 10 kilomètres. Il remonte ensuite au classement, puisqu'il est 96e au milieu du parcours après 1 heure, 13 minutes et 1 seconde. Il continue à améliorer son rang et termine 75e, sur les 85 engagés terminant la course, après 2 heures, 28 minutes et 54 secondes. À l'arrivée, il tombe au sol et y reste pendant plusieurs minutes, par une température de 22 °C. Tschopp déclare que « sous ces conditions, [il est] satisfait ».
| Athlète        | Épreuve  | Résultat        | Rang |
| -------------- | -------- | --------------- | ---- |
| Marcel Tschopp | Marathon | 2 h 28 min 54 s | 75e  |

## Natation
Julia Hassler, âgée de 19 ans, est la seule représentante du Liechtenstein pour les épreuves de natation. C'est la première fois que ce pays est représenté dans ce sport aux Jeux olympiques.
Elle participe aux épreuves de 400 et 800 mètres nage libre. Nommée sportive liechtensteinoise de l'année en 2009 et en 2011, elle a notamment obtenu une 7e place aux 400 mètres nage libre lors des Jeux olympiques de la jeunesse de 2010 et aux 800 mètres nage libre aux Championnats d'Europe de natation 2012.

### Qualification
Un comité national olympique pouvait inscrire jusqu'à deux nageurs qualifiés dans chaque épreuve individuelle si ces deux nageurs avaient effectué le « temps de qualification olympique » (TQO). Un nageur par épreuve pouvait se qualifier s'il réussissait le « temps de sélection olympique » (TSO) et si le quota de 900 athlètes n'était pas atteint. Les temps de qualification devaient être obtenus lors des championnats continentaux, sélections olympiques nationales ou compétitions internationales approuvées par la Fédération internationale de natation (FINA) entre le 1er mars 2011 et le 18 juin 2012.
Pour le 400 mètres nage libre, le TSO était de 4 min 18 s 7. Julia Hassler a pris la cinquième des neuf places attribuées grâce au TSO, avec un temps de 4 min 14 s 3. Pour le 800 mètres nage libre, le TSO était de 8 min 51 s 82. La Liechtensteinoise a obtenu la deuxième des places attribuées par ce temps, avec un résultat de 8 min 38 s 18,.

### Résultats
Dans les deux épreuves, l'objectif de Julia Hassler est de battre son record personnel. Présente dans la deuxième des cinq séries au programme du 400 mètres nage libre, elle termine sa série en quatrième position avec un temps de 4 min 12 s 99. Ce résultat n'est pas suffisant pour accéder à la finale. Elle termine au 27e rang total et bat le record national.
Lors de l'épreuve du 800 mètres nage libre, Hassler remporte sa série, la deuxième des cinq au programme. Son temps de 8 min 35 s 18 ne lui permet cependant pas de faire partie des huit finalistes. Elle termine cette fois-ci en 17e position et bat le record national de trois secondes. Hassler est très satisfaite et le président du Comité national olympique liechtensteinois Leo Kranz trouve ce résultat « plus que sensationnel ».
| Athlète       | Épreuve          | Série         | Série          |
| Athlète       | Épreuve          | Temps         | Rang           |
| ------------- | ---------------- | ------------- | -------------- |
| Julia Hassler | 400 m nage libre | 4 min 12 s 99 | 27e (éliminée) |
| Julia Hassler | 800 m nage libre | 8 min 35 s 18 | 17e (éliminée) |

## Tennis
Pour la première fois, le Liechtenstein est représenté dans les épreuves de tennis aux Jeux olympiques. La joueuse de 22 ans Stephanie Vogt participe au tournoi féminin grâce à une invitation. Déjà invitée aux Jeux olympiques d'été de 2008, elle n'a pas pu y participer à cause d'une blessure. Elle est 233e du classement WTA au moment des Jeux et porte le drapeau liechtensteinois lors de la cérémonie d'ouverture.

### Qualification
Cinquante-six joueuses ont été qualifiées par leur rang au classement WTA du 11 juin 2012, avec un maximum de quatre joueuses par pays. Stephanie Vogt, 236e à cette date, n'a pas pris une de ces places. Elle fait partie des deux joueuses, avec la Paraguayenne Verónica Cepede Royg, à avoir reçu une invitation de la commission tripartite,. Cette commission est composée du Comité international olympique, de l'Association des comités nationaux olympiques et de la Fédération internationale de tennis.

### Résultat
Stephanie Vogt affronte au premier tour la Géorgienne Anna Tatishvili, 84e du classement mondial. Vogt concède un break dès le premier jeu du match. Après avoir perdu le jeu suivant, elle remporte son deuxième jeu de service pour remonter à 1-2. Elle perd ensuite trois jeux de suite avant de prendre un deuxième jeu. Tatishvili s'adjuge le jeu suivant pour remporter la manche par six jeux à deux en 28 minutes. Dans la deuxième manche, d'une durée de 30 minutes, Vogt perd six jeux de suite. Cela permet à Tatishvili de gagner le match par deux manches à zéro et de se qualifier pour le deuxième tour. La Liechtensteinoise déclare qu'elle a « malheureusement agi avec précipitation » et que le résultat est « amer », mais qu'elle a acquis une expérience précieuse.
| Athlète        | Épreuve      | 32e de finale                       |
| Athlète        | Épreuve      | Adversaire Score                    |
| -------------- | ------------ | ----------------------------------- |
| Stephanie Vogt | Simple dames | Battue par Anna Tatishvili 2-6, 0-6 |

## Bilan
Alex Hermann, chef de mission et secrétaire général de la délégation liechtensteinoise, a un bilan plutôt positif de ces Jeux. Il est content des deux records nationaux de Julia Hassler, pense que Stephanie Vogt a acquis une importante expérience pour la suite de sa carrière et trouve que Marcel Tschopp a bien couru tactiquement.

## Aspects extra-sportifs

### Diffusion des Jeux au Liechtenstein
Aucune chaîne de télévision locale ne diffuse les Jeux. Le public liechtensteinois peut suivre les compétitions sur les chaînes suisses SRF, RTS 2 et RSI La 2 ainsi que sur Eurosport.

### Timbres
À l'occasion de ces Jeux olympiques, la poste liechtensteinoise publie deux timbres. Dessinés par le Liechtensteinois Marc Weymann, designer ayant vécu sept ans à Londres, ils mettent en scène une des disciplines à laquelle participent les athlètes du pays en 2012, la natation et le tennis : chaque timbre représente la silhouette stylisée blanche sur fond de couleurs d'un athlète en plein effort.